# Cosina

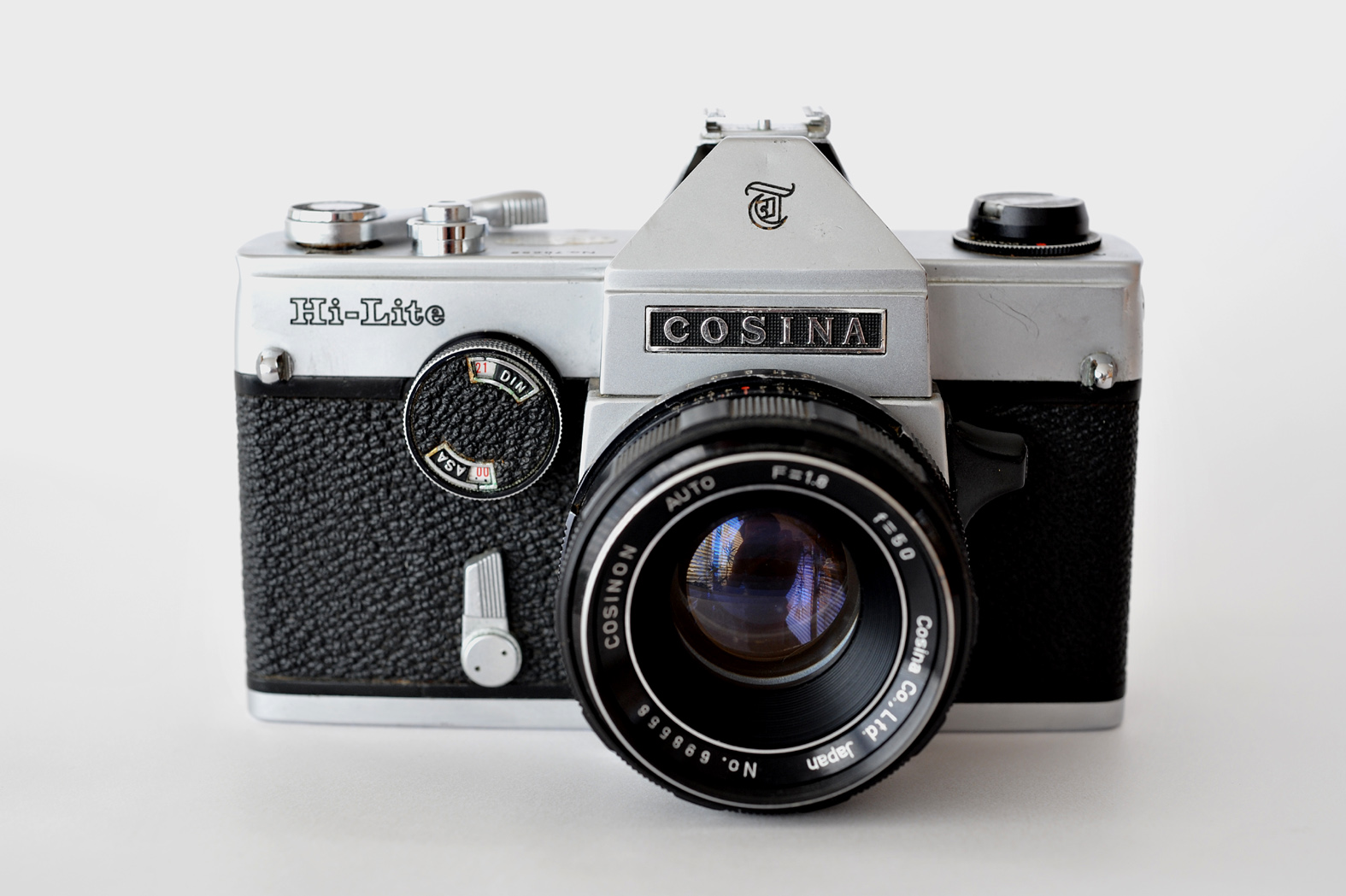
Cosina Hi-Lite

Cosina Co., Ltd. (株式会社コシナ, Kabushiki-gaisha Koshina) (株式会社コシナ, Kabushiki-gaisha Koshina?) é um fabricante de vidro óptico, equipamentos de precisão óptica, câmeras, vídeo e equipamentos eletrônicos, com base em Nakano, Província de Nagano, Japão.

## Lentes
A Cosina fabrica lentes SLR de foco manual para a Carl Zeiss AG com os modelos Leica (ZM), Nikon (ZF), Pentax (ZK), Canon EOS (ZE) e M42 (ZS).